# Randy Hunt
James Randall Hunt (né le 3 janvier 1960 à Prattville, Alabama, États-Unis) est un ancien receveur de baseball ayant joué dans les Ligues majeures en 1985 et 1986.

## Carrière
Randy Hunt a joué 14 parties avec les Cardinals de Saint-Louis en 1985. Son contrat est acheté par les Expos de Montréal en 1986 et il prend part à 21 rencontres comme receveur substitut. Il frappe dans une moyenne au bâton de ,208 et frappe deux circuits. En défensive, il commet six  erreurs et quatre balles passées.